# Knife River (Minnesota)
Knife River es un lugar designado por el censo ubicado en el condado de Lake en el estado estadounidense de Minnesota. En el Censo de 2020 tenía una población de 212 habitantes y una densidad poblacional de 118,43 habitantes por km². Fue incluido como CDP en el censo de 2020. 

## Geografía
Knife River se encuentra ubicado en las coordenadas 46°56′58″N 91°46′45″O / 46.94944, -91.77917. Según la Oficina del Censo de los Estados Unidos,  tiene una superficie total de 1,79 km², de la cual 1,73 km² corresponden a tierra firme y 0,06 km² a agua.